# Rick Dufay
Richard Marc "Rick" Dufay, född 19 februari 1952 i Paris, Frankrike, var andregitarrist i bandet Aerosmith 1981–1984.
Dufay debuterade 1980 med soloalbumet Tender Loving Abuse. Han ersatte 1981 Brad Whitford i Aerosmith. Han medverkade som gitarrist på albumet Rock in a Hard Place (1982). Whitford återvände till Aerosmith år 1984.
Dufay är far till skådespelerskan Minka Kelly.